# قيمة التعرض للضوضاء في العمل
قيمة التعرض للضوضاء في العمل (EAV) أو قيمة التعرض للضوضاء (AV) هو حد معين تم وضعه للتعرض المهني للضوضاء في حالة تجاوز تلك القيم، ويجب على أصحاب العمل أن يتخذوا خطوات لمراقبة مستويات التعرض للضوضاء. ويتم قياس هذه المستويات بالديسيبل. وقد أعدت إدارة السلامة والصحة المهنية (OSHA) الأمريكية مقياس قيمة التعرض للضوضاء في العمل ليبلغ 85 ديسيبل. وعندما يصل المتوسط الزمني المرجح (TWA)الذي يبلغ ثماني ساعات إلى 85 ديسيبل، يلزم على أصحاب العمل إدارة برنامج الحفاظ على السمع باستمرار وبفاعلية. ويحتوي البرنامج على المراقبة وإخطار الموظف والمتابعة وبرنامج اختبار قياس السمع وبرامج حماية السمع والتدريب ومتطلبات الحفاظ على التسجيلات.

## الغرض
إن الغرض من حد قيمة التعرض للضوضاء في العمل (EAV) هو ضمان عدم معاناة العاملين من التعرض لمستويات عالية من الضوضاء. وتطلب إدارة السلامة والصحة المهنية (OSHA) من أرباب العمل اتخاذ خطوات للحد من مستويات التعرض للضوضاء عندما يصل المتوسط الزمني المرجح (TWA) إلى 90 ديسيبل. كذلك، يضمن برنامج قيمة التعرض للضوضاء في العمل (EAV) عدم وصول مستويات التعرض إلى 90 ديسيبل أو أكثر. بل إنه يضمن أيضًا عدم تعرض العاملين لفقد السمع الناجم عن الضوضاء.

## الاستخدام
يُستخدم مقياس جرعة الضوضاء لقياس مدى تعرض العاملين للضوضاء. ومن الممكن أن يُستخدم مقياس الجرعة لتحديد المتوسط الزمني المرجح (TWA). وإذا ثبت أن مستويات التعرض للضوضاء وصلت إلى الحد الأقصى قيمة في التعرض للضوضاء (EAV)، فسيطلب من العمال تنفيذ برنامج الحفاظ على السمع. ويحتوي برنامج الحفاظ على السمع على العديد من الجوانب المختلفة.
الجانب الأول هو الرصد. حيث يُطلب من أصحاب العمل رصد التعرض للضوضاء لجميع العاملين الذين قد يتعرضون في متوسط زمني مرجح (TWA) إلى ما تصل قيمته 85 ديسيبل أو أعلى. وهذا يعمل على تحديد الموظفين الذين سيتم إدراجهم في برنامج الحفاظ على السمع وتمكينهم من حسن اختيار أدوات حماية السمع.
الجانب الثاني هو برنامج اختبار قياس السمع. سيخضع العاملون الذين تعرضوا لمستويات من الضوضاء تعادل قيمة التعرض الضوضاء في العمل (EAV) أو أعلى لاختبار قياس السمع. ويسمى الاختبار الأول بالاختبار الأساسي. وهو يوفر معيارًا لمقارنة اختبارات قياس السمع في المرحلة القادمة. وإذا لوحظ وجود تغيير ملحوظ في قدرات السمع (يُسمى ذلك تحول في الحد القياسي)، فيجب أن تُتخذ خطوات أكبر لضمان حماية الموظف من التعرض لمستويات عالية من الضوضاء.
أما الجانب الثالث فهو تنفيذ عملية حماية السمع. حيث يجب على أصحاب العمل تقديم حماية مستمرة للعاملين المعرضين لمستويات من الضوضاء بما لا يزيد عن 85 ديسيبل أو أعلى. وهذا يتم دون تحمل العاملين أي تكلفة. ويمكن للموظفين اختيار أي نوع من أنواع سماعات الحماية التي يفضلونها. كما أن هذا يتطلب تقييمًا مستمرًا لحماية السمع.
الجانب الرابع هو برنامج التدريب. يجب أن يغطي برنامج التدريب تأثيرات الضوضاء على السمع والغرض من حماية السمع والغرض من اختبار قياس السمع.
أما الجانب الأخير فهو حفظ السجلات. حيث يجب حفظ سجلات اختبارات قياس السمع للعاملين لمدة عامين. كما يجب أن تتوفر هذه المعلومات للعاملين.

## الاهتزاز
مثلما يتم في قيمة التعرض للضوضاء في العمل، فإن إدارات السلامة حول العالم تنشر قيم الاهتزازات. اعتبارًا من الآن، لن تنشر إدارة السلامة والصحة المهنية بشكل رسمي قائمة المبادئ المناسبة ومتوسط وقت قيمة التعرض للضوضاء في العمل لأصحاب العمل للمتابعة. ومع ذلك، يتم تشجيع الشركات في الولايات المتحدة من قبل المعهد الوطني للسلامة والصحة لمتابعة حدود الاهتزازات التي تم إعدادها من قبل المؤتمر الأمريكي لمختصي حفظ الصحة الصناعية الحكوميين (ACGIH)، والذي يقوم بنشر القيمة المحددة لنقطة البداية أو TLV في الكتاب السنوي عن TLVs وBEIs. والهدف من ذلك هو التزام أصحاب العمل بهذه القيم لبذل جهد في تخفيض كمية التعرض الضارة للضوضاء التي يعاني منها العاملون. وبما أن الرابط الناتج عن الاهتزاز الفيزيائي المؤدي إلى التلف بسبب متلازمة رايوناود لم يتم تحديده بشكل أكثر وضوحًا ليكون بين قيمة التعرض للضوضاء في العمل وفقد السمع الناجم عن الضوضاء، فإنه يتم توفير الحد الأعلى من قيمة حد التعرض للضوضاء  أو ELV أيضًا للوصول إلى حد فاصل.

## وصلات خارجية
- OSHA Occupational Noise Exposure Regulation 1910.95
- NIOSH Power Tools Sound Power and Vibrations Database